# جوش وايت
جوش وايت (بالإنجليزية: Josh White)‏ هو صحفي أمريكي، يكتب في جريدة واشنطن بوست، وغيرها من الصحف مثل: لوس أنجلوس تايمز والغارديان.
كما عمل كمعلق في الإذاعة والتلفزيون. يركز جوش وايت على القصص المتعلقة بالحرب في أفغانستان والحرب في العراق.

## سيرته
حصل على بكالوريوس العلوم السياسية من جامعة ميشيغان. ولد ونشأ في بوسطن، وهو متزوج ولديه ابنة، أسرته تعيش في مقاطعة أرلينغتون بولاية فيرجينيا. عمل جوش وايت في واشنطن بوست كمراسل صحفي منذ عام 1998 و لمدة ست سنوات، وفي أبريل 2004 انتقل إلى تغطية الأخبار العسكرية، حيث غطى الحروب في العراق وأفغانستان، وأوضاع المعتقلين في معتقل غوانتانامو الأمريكي في كوبا. وقام باتهام قوات المارينز الأمريكية بارتكاب مجزرة حديثة وخرق قواعد الاشتباك.